# Lapnugario kalnas
Lapnugario kalnas je kopec (lesem porostlá písečná duna) s rozhlednou u vesnice Gintaro įlanka v obci Juodkrantė ve městě/okresu Neringa. Geograficky se nachází na pobřeží Baltského moře na Kuršské kose v Klaipėdském kraji v Litvě. Kopec má nadmořskou výšku 61 m.

## Další informace
Lapnugario kalnas je lesy zarostená písečná duna, na jejichž svazích je umístěna jednoduchá nezastřešnená rozhledna z oceli a dřeva. Místo je celoročně volně přístupné a vede k němu naučná stezka. V blízkosti se také nachází maják Juodkrantė a socha/stavba Garsų gaudyklė.

## Galerie

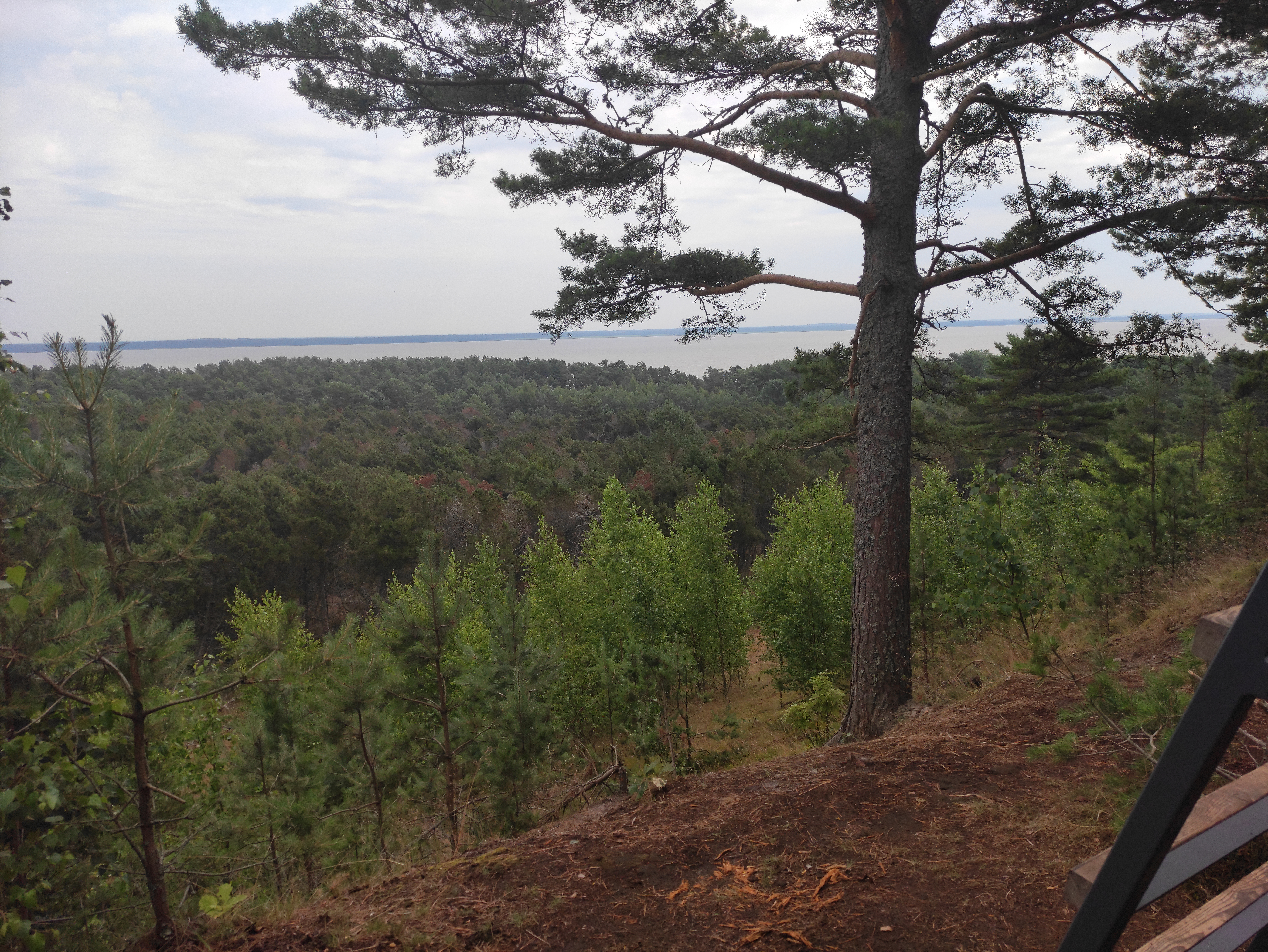
Výhled z kopce na Baltské moře
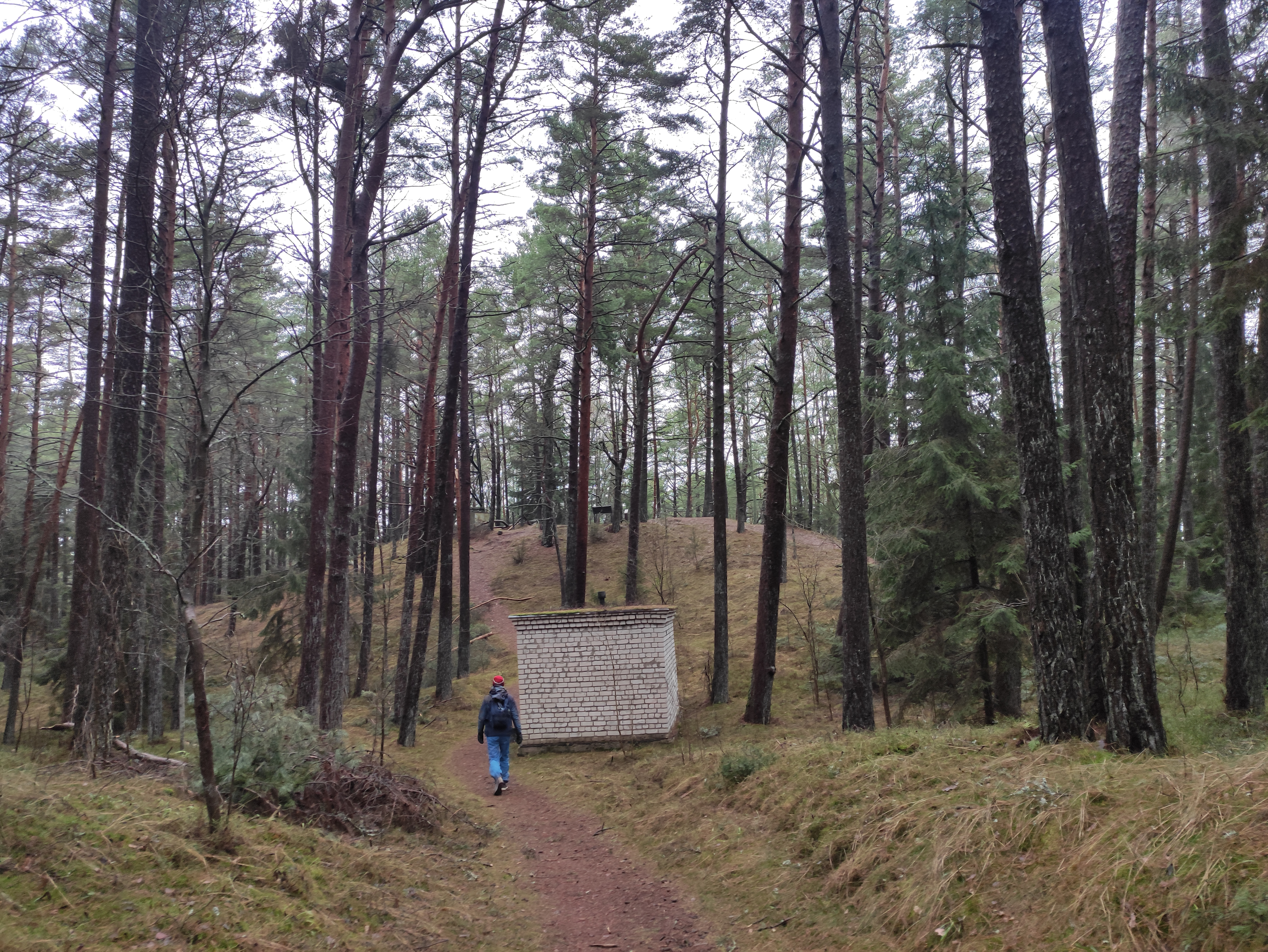